# (400395) 2008 AL77
(400395) 2008 AL77 es un asteroide perteneciente al cinturón de asteroides descubierto el 12 de enero de 2008 por el equipo del Spacewatch desde el Observatorio Nacional de Kitt Peak, Arizona, Estados Unidos.

## Designación y nombre
Designado provisionalmente como 2008 AL77.

## Características orbitales
2008 AL77 está situado a una distancia media del Sol de 3,060 ua, pudiendo alejarse hasta 3,401 ua y acercarse hasta 2,720 ua. Su excentricidad es 0,111 y la inclinación orbital 10,63 grados. Emplea 1956,00 días en completar una órbita alrededor del Sol.

## Características físicas
La magnitud absoluta de 2008 AL77 es 16,1. 